# Jesús Morcillo Rubio
Jesús Morcillo Rubio (Tarancón, província de Conca, 16 de novembre de 1921 - Madrid, 28 d'agost de 2001) fou un químic aragonès, catedràtic emèrit d'Estructura Atòmico-Molecular i Espectroscòpia de la Universitat Complutense de Madrid i acadèmic de la Reial Acadèmia de Ciències Exactes, Físiques i Naturals.

## Biografia
Doctorat en ciències químiques per la Universitat Complutense de Madrid, fou catedràtic de Química Física i Electroquímica de la Universitat de Saragossa, i de 1953 a 1975 fou cap del Departament d'Estructura Molecular i Espectroscòpia de l'Institut de Química-Física Rocasolano del CSIC. El 1961 va obtenir la càtedra d'Estructura Atòmico-Molecular i Espectroscòpia de la Universitat Complutense de Madrid, ocupant-ne també la direcció del Departament. De 1974 a 1983 fou degà de la Facultat de Ciències de la Universitat Nacional d'Educació a Distància. De 1972 a 1988 va representar Espanya al Comitè per a l'Ensenyament de la Química de la IUPAC i de 1977 a 1983 fou president del Grup Espanyol d'Espectroscòpia. És autor de nombrosos llibres de texts sobre química.
Se'l considera l'introductor a Espanya de l'espectroscòpia infraroja i de les seves aplicacions a la determinació d'estructures moleculars, arran de la seva estada durant la dècada de 1950 al Laboratori de la Universitat d'Oxford, on s'hi va determinar l'estructura de la penicil·lina gràcies a aquesta tècnica. També destacà per la seva interpretació de les intensitats d'absorció en l'infraroig en termes de les propietats dels enllaços químics. Alhora, juntament amb Julio Fernández Biarge i José Herranz González, de 1959 a 1961 va desenvolupar la teoria dels tensors polars atòmics.
El desembre de 1973 fou escollit acadèmic de la Reial Acadèmia de Ciències Exactes, Físiques i Naturals, i hi va ingressar el 1976 amb el discurs Intensidades en infrarrojo y estructura molecular. En 2000, però, hi demanà passar a la situació de supernumerari. El 1977 també va ingressar a la Reial Acadèmia de Doctors. El 28 d'agost de 2001 va morir a Madrid després d'una llarga malaltia.

## Obres
- Técnica experimental para la determinación de coeficientes del virial de vapores a presiones próximas a la atmosférica Foz, O. R. [S.l. : s.n., 1948]
- Aplicaciones de la espectroscopia infrarroja Madrid : Facultad de Ciencias, Universidad de Madrid, 1962
- Aspectos actuales de la espectroscopia molecular [Madrid : T.G. Cíes], 1951
- Espectroscopia Madrid : Universidad Nacional de Educación a Distancia, cop. 1977
- Química Madrid : Ediciones Anaya, S.A., 1983